# Leszek Dobrzyński (polityk)
Leszek Dobrzyński (ur. 5 czerwca 1967 w Szczecinie) – polski polityk, politolog i przedsiębiorca, poseł na Sejm V, VII, VIII i IX kadencji.

## Życiorys

### Wykształcenie i praca zawodowa
W 1988 ukończył Technikum Mechaniczno-Energetyczne im. prof. Maksymiliana Tytusa Hubera w Szczecinie, a w 2006 studia politologiczne na Uniwersytecie Szczecińskim. Od 1982 do 1990 pracował jako monter w Przedsiębiorstwie Automatyki i Aparatury Pomiarowej. Od 1990 do 1992 był zatrudniony jako specjalista handlowy, a następnie jako akwizytor. Od 1993 do 2002 prowadził działalność gospodarczą. Następnie do 2005 był szefem działu w firmie handlowej. W 2008 został pracownikiem biura poselskiego PiS.

### Działalność polityczna
W 1986 został członkiem Solidarności Walczącej. Do 1993 pełnił funkcję wiceprzewodniczącego oddziału tej organizacji. W 1988 odmówił służby wojskowej, powołując się na powody polityczne, dostał służbę zastępczą w domu pomocy społecznej. Był wydawcą podziemnego pisma „Gryf”. Od 1991 do 1993 kierował zarządem regionalnym Partii Wolności, z listy której bezskutecznie kandydował do Sejmu w wyborach parlamentarnych w 1991. W wyborach w 1993 bez powodzenia kandydował do Sejmu z listy Koalicji dla Rzeczypospolitej. Działał w Lidze Republikańskiej, Przymierzu Prawicy, następnie przystąpił do Prawa i Sprawiedliwości. W wyborach samorządowych w 2002 ubiegał się o mandat radnego Szczecina. W 2006 został przewodniczącym PiS w okręgu Szczecin.
Z listy PiS w wyborach parlamentarnych w 2001 bezskutecznie kandydował do Sejmu. W wyborach w 2005 uzyskał mandat posła w okręgu szczecińskim liczbą 7136 głosów. Zasiadał w Komisji Polityki Społecznej oraz Komisji Rodziny i Praw Kobiet. W wyborach parlamentarnych w 2007 bez powodzenia ubiegał się o reelekcję. W 2010 został wybrany do sejmiku zachodniopomorskiego.
W 2011 kandydował w kolejnych wyborach parlamentarnych; uzyskał mandat poselski, otrzymując 6107 głosów. W 2015 został ponownie wybrany do Sejmu, otrzymując 8738 głosów. W wyborach w 2019 z powodzeniem ubiegał się o poselską reelekcję, otrzymując 14 105 głosów. W 2023 bezskutecznie kandydował do Sejmu X kadencji. W 2024 ponownie uzyskał mandat radnego sejmiku.

## Odznaczenia i wyróżnienia
W 2024 odznaczony Krzyżem Kawalerskim Orderu Odrodzenia Polski. Wyróżniony także Medalem Pro Memoria, Medalem „Pro Patria”, a także Krzyżem Wolności i Solidarności. Otrzymał również Krzyż Solidarności Walczącej.

## Życie prywatne
Wraz z żoną założył rodzinny dom dziecka w Szczecinie.